# 갤럭시 11
갤럭시 11(Galaxy 11)은 인텔샛이 운영하는 미국의 정지 궤도 통신위성이다. 동쪽으로 32.8 경도에 정지 궤도로 위치해 있으며 여기에서 인텔샛 802 우주선의 백업을 담당한다. 원래 99° W에서 운영되었으나 나중에 운영 수명의 대부분을 91° W에서 보냈으며 여기에서 브라질과 북아메리카에 통신 서비스를 제공하기 위해 사용되었다.
갤럭시 11은 PanAmSat을 위해 휴즈 우주 통신이 제조하였으며 HS-702 위성 버스에 기반을 두고 있다. 최초의 HS-702 런칭이었으며 XIPS 추진 시스템을 장착한 최초의 위성이기도 하다. 24 G/H 밴드와 40 J 밴드(각각 IEEE C와 Ku 밴드)의 트랜스폰더를 전달하며 발사할 때의 무게는 4477 킬로그램이었으며, 예측 운영 수명은 약 15년 간이었다.
갤럭시 11의 발사는 기아나 우주 센터에서 ELA-2에서 비행한 아리안 44L 로켓을 사용하여 아리안스페이스에 의해 수행되었다. 이 발사는 1999년 12월 22일 00:50 UTC에 시작되었다.
현재는 55.5° W에서 운영되고 있다.